# Frank M. Ramey

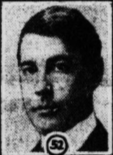
Frank M. Ramey

Frank Marion Ramey (* 23. September 1881 in Hillsboro, Montgomery County, Illinois; † 27. März 1942 ebenda) war ein US-amerikanischer Politiker. Zwischen 1929 und 1931 vertrat er den Bundesstaat Illinois im US-Repräsentantenhaus.

## Werdegang
Frank Ramey besuchte die öffentlichen Schulen seiner Heimat und danach bis 1900 die Hillsboro High School. Außerdem absolvierte er die Eastern Illinois Normal School in Charleston. Zwischen 1902 und 1905 war er als Lehrer in Hillsboro tätig. Nach einem anschließenden Jurastudium und seiner 1907 erfolgten Zulassung als Rechtsanwalt begann er in Hillsboro in diesem Beruf zu arbeiten. Von 1907 bis 1911 war er auch juristischer Vertreter dieser Stadt. Zwischen 1920 und 1928 fungierte er als Staatsanwalt im Montgomery County.
Politisch schloss sich Ramey der Republikanischen Partei an. Bei den Kongresswahlen des Jahres 1928 wurde er im 21. Wahlbezirk von Illinois in das US-Repräsentantenhaus in Washington, D.C. gewählt, wo er am 4. März 1929 die Nachfolge des Demokraten James Earl Major antrat, den er zuvor besiegt hatte. Da er im Jahr 1930 auf eine weitere Kandidatur verzichtete, konnte er bis zum 3. März 1931 nur eine Legislaturperiode im Kongress absolvieren. Diese war von den Ereignissen der Weltwirtschaftskrise geprägt.
Zwischen 1931 und 1934 amtierte Frank Ramey als stellvertretender Bezirksstaatsanwalt. In den Jahren 1934, 1936 und 1938 bewarb er sich jeweils erfolglos um die Rückkehr in den Kongress. Ansonsten praktizierte er als Anwalt. Im Jahr 1942 arbeitete er kurze Zeit für die Handelskommission des Staates Illinois. Er starb am 27. März 1942 in Hillsboro.